# ويليام هوارد أرنولد
ويليام هوارد أرنولد (بالإنجليزية: William Howard Arnold)‏ هو عسكري أمريكي، ولد في 18 يناير 1901 في دييرسبورغ في الولايات المتحدة، وتوفي في 30 سبتمبر 1976 في ليك فورست في الولايات المتحدة.